# Volkswagen Passat B7
La Volkswagen Passat B7 est une automobile de type berline ou break de la marque Allemande Volkswagen.
Elle est plus longue et haut-de-gamme que la Volkswagen Jetta qui n'est disponible qu'en version berline.
Bien que désignée "B7", la voiture n'est pas un tout nouveau modèle. En effet, c'est un lifting de la B6 Passat qui a été réalisé par Klaus Bischoff et Walter de Silva et dévoilé au Mondial de l'automobile de Paris 2010. Ce lifting a entraîné de nouveaux panneaux de carrosserie externes, à l'exception du toit et des vitres, avec de changements importants sur la calandre et les phares. Les dimensions hors tout de la hauteur et de la largeur sont inchangées par rapport à la Passat B6, tandis que la longueur augmente de 4 mm. Les nouvelles fonctionnalités comprennent une Suspension active, un système de feux de route sans éblouissement, un système de détection de fatigue et un système automatique de freinage d'urgence en ville. Arrivée chez les concessionnaires en janvier 2011.
L'intérieur présente des changements mineurs dans les détails par rapport au B6, la conception de base du tableau de bord reste inchangée.
La version européenne diffère de la version disponible sur les marchés américain, sud-coréen et chinois, et pour éviter la confusion, porte le nom de Volkswagen Passat NMS (pour New Midsize Sedan).

## Motorisations
La gamme de moteurs est largement issue de la dernière génération de Passat. Le moteur essence 3,6 litres VR6 de la R36 a été révisé pour atteindre la norme d'émissions Euro 5.
Une version diesel 1.6 TDI de 77 kW et deux moteurs TDI de 2,0 litres à injection Common Rail sont disponibles, qui sont de 103 kW et 125 kW ( à partir de novembre 2012 130 kW) (140/170 ou 177 ch). Tous les modèles diesels et le moteur à essence de 90 kW sont livrés avec un système start-stop en standard. La transmission intégrale 4Motion peut être commandée avec les deux moteurs TDI de 2,0 litres (103 kW uniquement avec boîte de vitesses manuelle, 125/130 kW uniquement avec boîte automatique DSG).
Les moteurs diesel de la série EA189 sont au centre d'un scandale industriel et sanitaire : l'Affaire Volkswagen.
| Essence                                   | 1.4 TSI / 1.4 TSI BlueMotion                 | 1.4 TSI EcoFuel GPL                          | 1.4 TSI BlueMotion                           | 1.8 TSI                                      | 2.0 TSI                                      | 3.6 FSI VR6                                   |
| Production                                | 08/2010–10/2014                              | 08/2010–10/2014                              | 10/2012–10/2014                              | 08/2010–10/2012                              | 08/2010–10/2014                              | 08/2010–10/2014                               |
| Code Moteur                               | CAXA                                         | CDGA                                         | CTHD, CKMA                                   | CDAA                                         | CCZB                                         | BWS                                           |
| Type Moteur                               | quatre cylindres en ligne, injection directe | quatre cylindres en ligne, injection directe | quatre cylindres en ligne, injection directe | quatre cylindres en ligne, injection directe | quatre cylindres en ligne, injection directe | six cylindres en V à 10,6°, injection directe |
| Suralimentation                           | Turbocompresseur                             | Twincharger                                  | Twincharger                                  | Turbocompresseur                             | Turbocompresseur                             | —                                             |
| Alésage × course                          | 76,5 × 75,6 mm                               | 76,5 × 75,6 mm                               | 76,5 × 75,6 mm                               | 82,5 × 84,2 mm                               | 82,5 × 92,8 mm                               | 89,0 × 96,3 mm                                |
| Cylindrée                                 | 1 390 cm3                                    | 1 390 cm3                                    | 1 390 cm3                                    | 1 798 cm3                                    | 1 984 cm3                                    | 3 597 cm3                                     |
| Puissance max.                            | 90 kW (122 ch)/ 5 000                        | 110 kW (150 ch)/ 5 500                       | 118 kW (160 ch)/ 5 500                       | 118 kW (160 ch)/ 5 000–6 200                 | 155 kW (211 ch)/ 5 300–6 200                 | 220 kW (299 ch)/ 6 600                        |
| Couple max.                               | 200 N m/ 1 500–4 000                         | 220 N m/ 1 500–4 500                         | 240 N m/ 1 500–4 500                         | 250 N m/ 1 500–4 200                         | 280 N m/ 1 700–5 200                         | 350 N m/ 2 400–5 300                          |
| Transmission standard                     | Traction avant                               | Traction avant                               | Traction avant                               | Traction avant                               | Traction avant                               | Intégrale (4motion)                           |
| Boîte de vitesses standard                | 6 vitesses manuelle                          | 6 vitesses manuelle                          | 6 vitesses manuelle                          | 6 vitesses manuelle                          | 6 vitesses manuelle                          | auto DSG6                                     |
| Boîte de vitesses automatique optionnelle | DSG7                                         | DSG7                                         | DSG7                                         | DSG7                                         | DSG6                                         | —                                             |
| Poids à vide                              | 1 440–1 507 kg                               | 1 598–1 647 kg                               | 1 472–1 539 kg                               | 1 502–1 551 kg                               | 1 537–1 582 kg                               | 1 722–1 773 kg                                |
| Charge maximale                           | 624–678 kg                                   | 596–599 kg                                   | 603–655 kg                                   | 603–655 kg                                   | 598–656 kg                                   | 593–622 kg                                    |
| Accélération, 0–100 km/h                  | 10,3–10,6 s                                  | 9,8–9,9 s                                    | 8,5–8,7 s                                    | 8,5–8,7 s                                    | 7,6–7,7 s                                    | 5,5–5,7 s                                     |
| Vitesse maximale                          | 200–205 km/h                                 | 212–214 km/h                                 | 218–220 km/h                                 | 218–220 km/h                                 | 233–238 km/h                                 | 250 km/h                                      |
| Consommation (en L/100 km) mixte          | 5,9–6,4 L Super                              | 4,3 kg GPL                                   | 6,1–6,2 L Super                              | 6,9–7,1 L Super                              | 7,2–7,9 L Super                              | 9,3 L Super                                   |
| Émissions de CO2 (en g/km)                | 138–149 g/km                                 | 117–119 g/km                                 | 142–144 g/km                                 | 160–165 g/km                                 | 169–183 g/km                                 | 215 g/km                                      |
| Norme environnementale                    | Euro 5                                       | Euro 5                                       | Euro 5                                       | Euro 5                                       | Euro 5                                       | Euro 5                                        |

| Diesel                             | 1.6 TDI BlueMotion                                                    | 2.0 BlueTDI                                                           | 2.0 TDI BlueMotion                                                    | 2.0 TDI BlueMotion                                                    | 2.0 TDI BlueMotion                                                    |
| Production                         | 08/2010–10/2014                                                       | 01/2011–10/2014                                                       | 08/2010–10/2014                                                       | 08/2010–12/2012                                                       | 11/2012–10/2014                                                       |
| Série de moteurs                   | EA189                                                                 | EA189                                                                 | EA189                                                                 | EA189                                                                 | EA189                                                                 |
| Code Moteur                        | CAYC                                                                  | CFFB                                                                  | CBAB, CFFB                                                            | CLLA, CFGB                                                            | CFGC                                                                  |
| Type Moteur                        | Quatre cylindres en ligne, Injection Common Rail, Filtre à particules | Quatre cylindres en ligne, Injection Common Rail, Filtre à particules | Quatre cylindres en ligne, Injection Common Rail, Filtre à particules | Quatre cylindres en ligne, Injection Common Rail, Filtre à particules | Quatre cylindres en ligne, Injection Common Rail, Filtre à particules |
| Suralimentation                    | Turbocompresseur                                                      | Turbocompresseur                                                      | Turbocompresseur                                                      | Turbocompresseur                                                      | Turbocompresseur                                                      |
| Alésage × course                   | 79,5 × 80,5 mm                                                        | 81,0 × 95,5 mm                                                        | 81,0 × 95,5 mm                                                        | 81,0 × 95,5 mm                                                        | 81,0 × 95,5 mm                                                        |
| Cylindrée                          | 1 598 cm3                                                             | 1 968 cm3                                                             | 1 968 cm3                                                             | 1 968 cm3                                                             | 1 968 cm3                                                             |
| Puissance max.                     | 77 kW (105 ch)/ 4 400                                                 | 103 kW (140 ch)/ 4 200                                                | 103 kW (140 ch)/ 4 200                                                | 125 kW (170 ch)/ 4 200                                                | 130 kW (177 ch)/ 4 200                                                |
| Couple max.                        | 250 N m/ 1 500–2 500                                                  | 320 N m/ 1 750–2 500                                                  | 320 N m/ 1 750–2 500                                                  | 350 N m/ 1 750–2 500                                                  | 380 N m/ 1 750–2 500                                                  |
| Transmission série                 | Traction avant                                                        | Traction avant                                                        | Traction avant                                                        | Traction avant                                                        | Traction avant                                                        |
| Transmission optionnelle           | —                                                                     | —                                                                     | Intégrale (4motion)                                                   | Intégrale (4motion)                                                   | Intégrale (4motion)                                                   |
| Boîte de vitesses série            | manuelle 6 vitesses                                                   | manuelle 6 vitesses                                                   | manuelle 6 vitesses                                                   | manuelle 6 vitesses                                                   | manuelle 6 vitesses                                                   |
| Boîte de vitesses auto optionnelle | ---                                                                   | DSG6                                                                  | DSG6                                                                  | DSG6                                                                  | DSG6                                                                  |
| Poids à vide                       | 1 499–1 547 kg                                                        | 1 580–1 648 kg                                                        | 1 532–1 656 kg                                                        | 1 591–1 687 kg                                                        | 1 534–1 558 kg                                                        |
| Charge maximale                    | 580–652 kg                                                            | 625–667 kg                                                            | 628–689 kg                                                            | 614–668 kg                                                            |                                                                       |
| Accélération, 0–100 km/h           | 12,2–12,5 s                                                           | 9,8–10,0 s                                                            | 9,8–10,1 s                                                            | 8,5–8,8 s                                                             | 8,4–8,6 s                                                             |
| Vitesse maximale                   | 193–198 km/h                                                          | 208–213 km/h                                                          | 207–211 km/h                                                          | 217–227 km/h                                                          | 217–227 km/h                                                          |
| Consommation (en L/100 km) mixte   | 4,1–4,4 L                                                             | 4,7–5,3 L                                                             | 4,6–5,3 L                                                             | 4,6–5,6 L                                                             | 5,6–7,7 L                                                             |
| Émissions de CO2 (en g/km)         | 109–116 g/km                                                          | 123–139 g/km                                                          | 119–139 g/km                                                          | 120–149 g/km                                                          | 120–123 g/km                                                          |
| Norme environnementale             | Euro 6                                                                | Euro 6                                                                | Euro 5                                                                | Euro 5                                                                | Euro 5                                                                |

## Types de carrosseries

### Berline

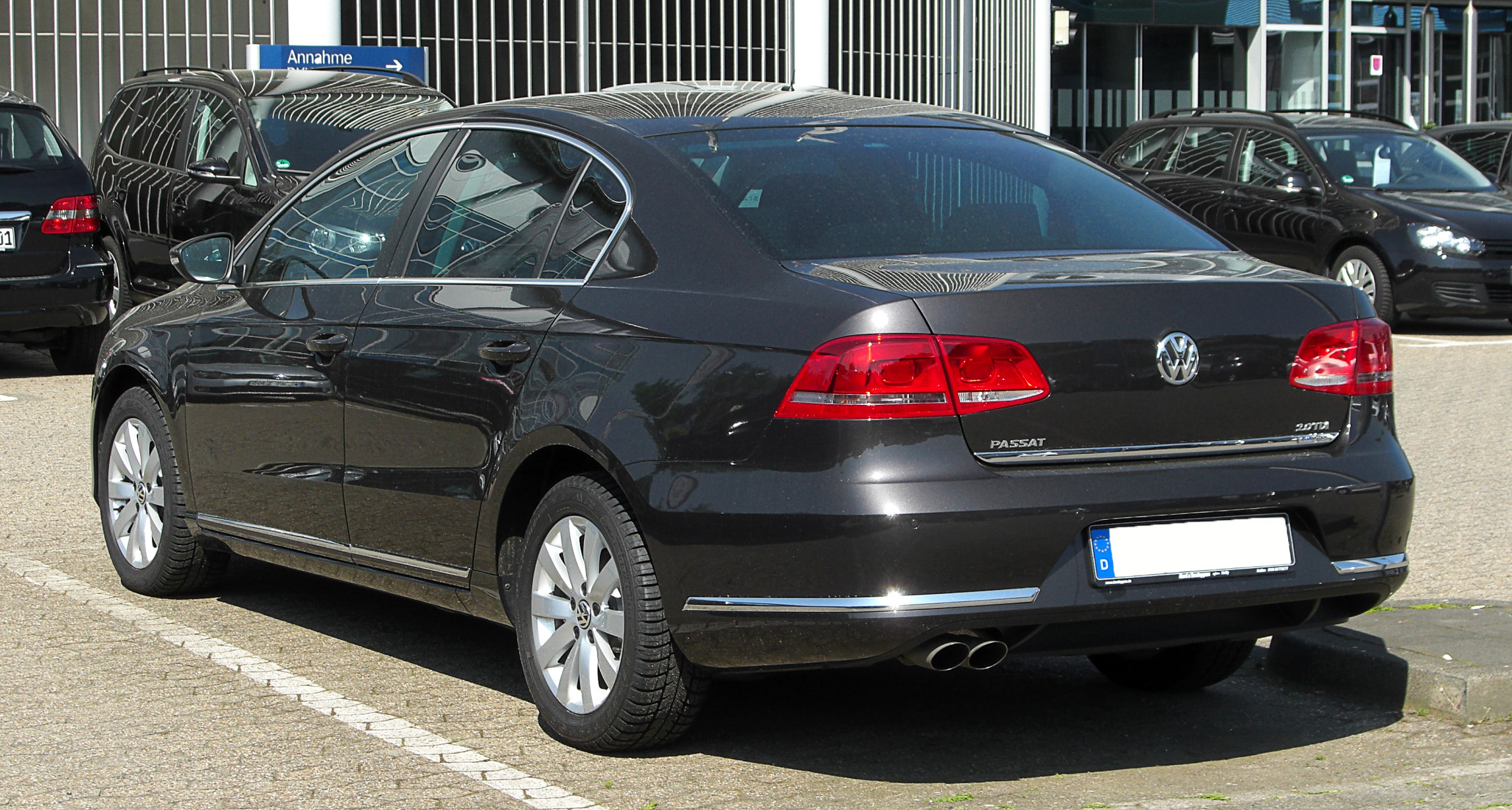
VW Passat B7 Version Berline

### Break

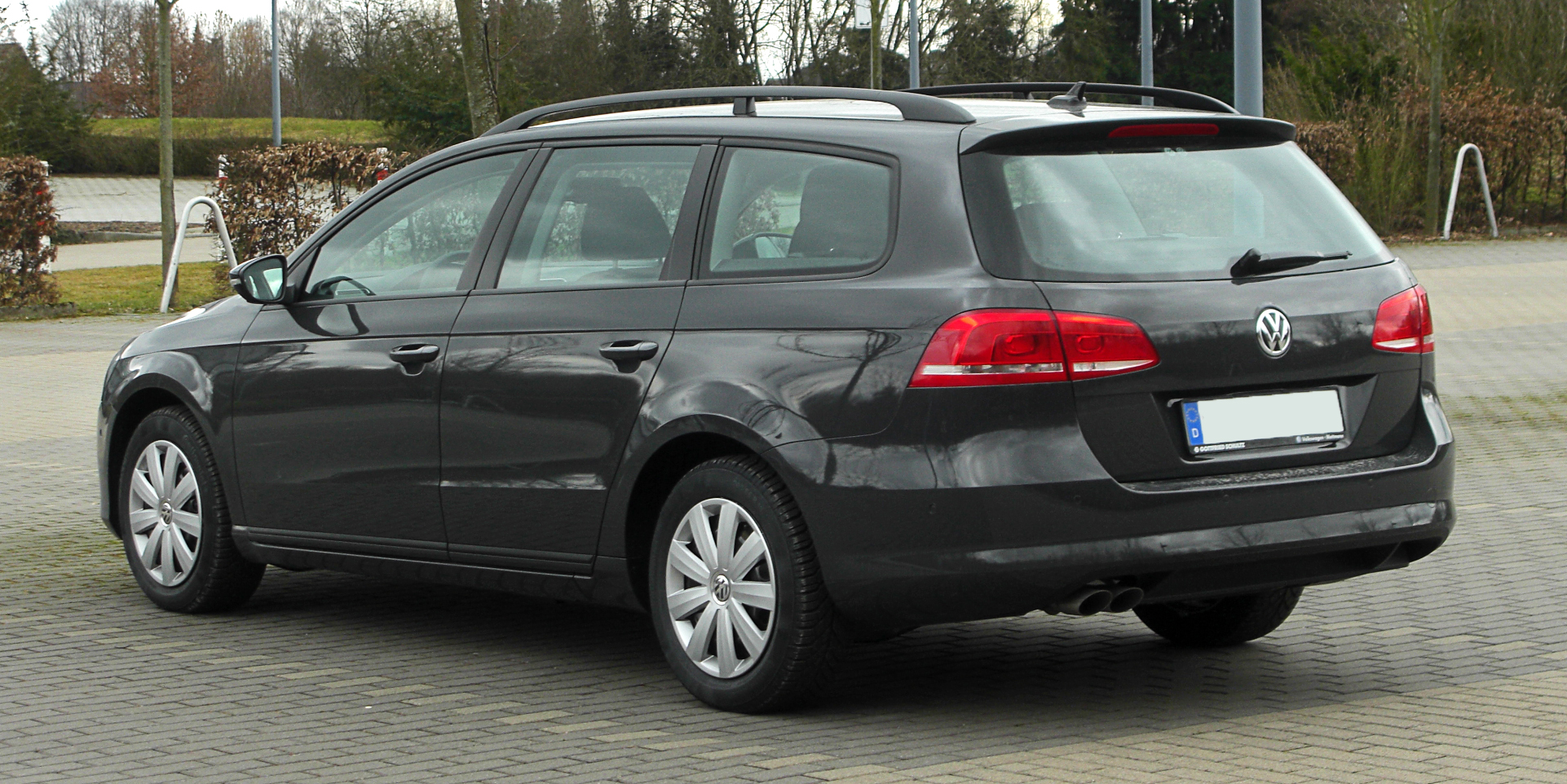
Passat version Break nommée SW

### Alltrack

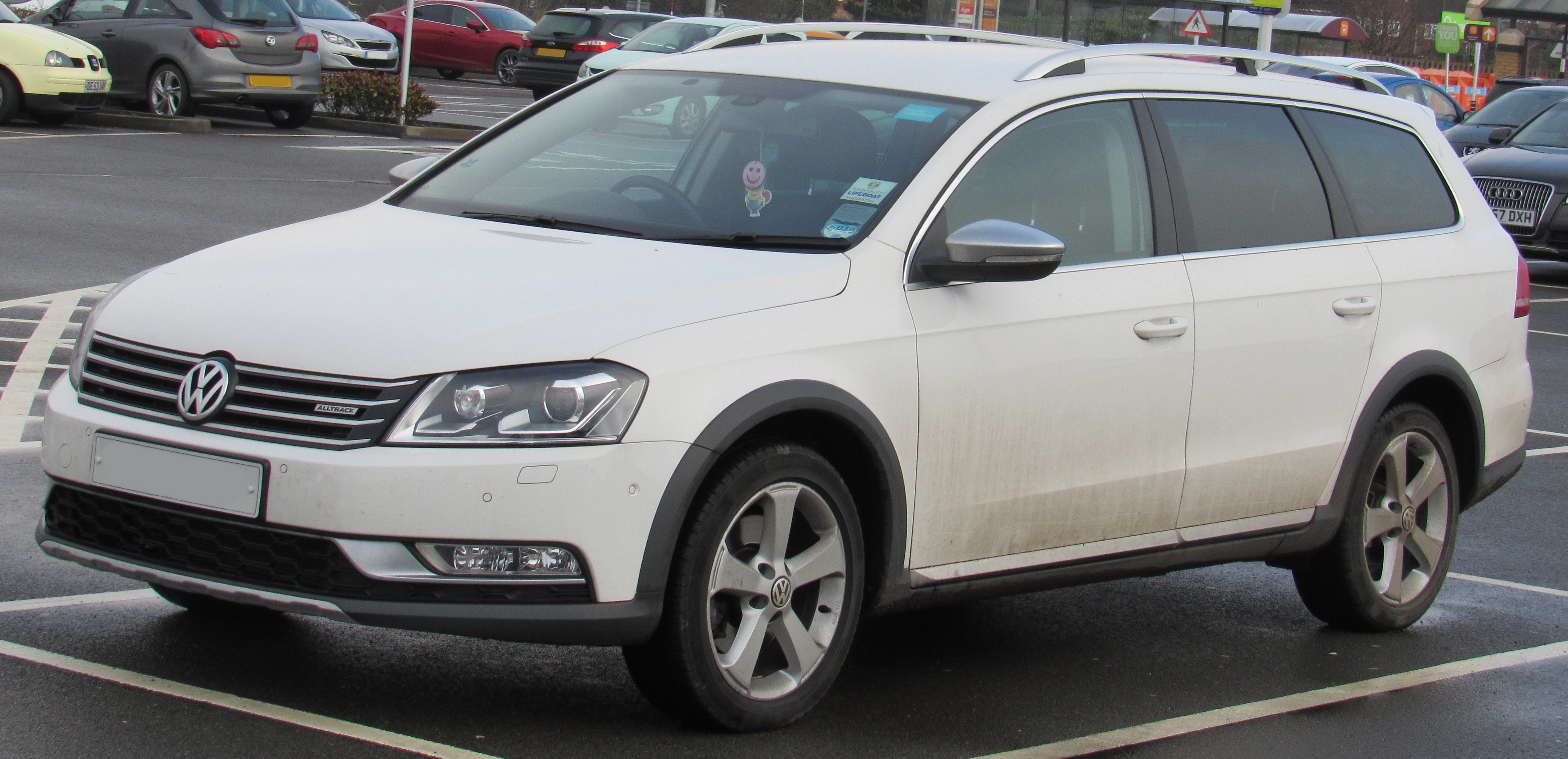
Passat SW Alltrack

Une version surélevée du break, disponible en quatre roues motrices, est nommée Alltrack.

## NMS

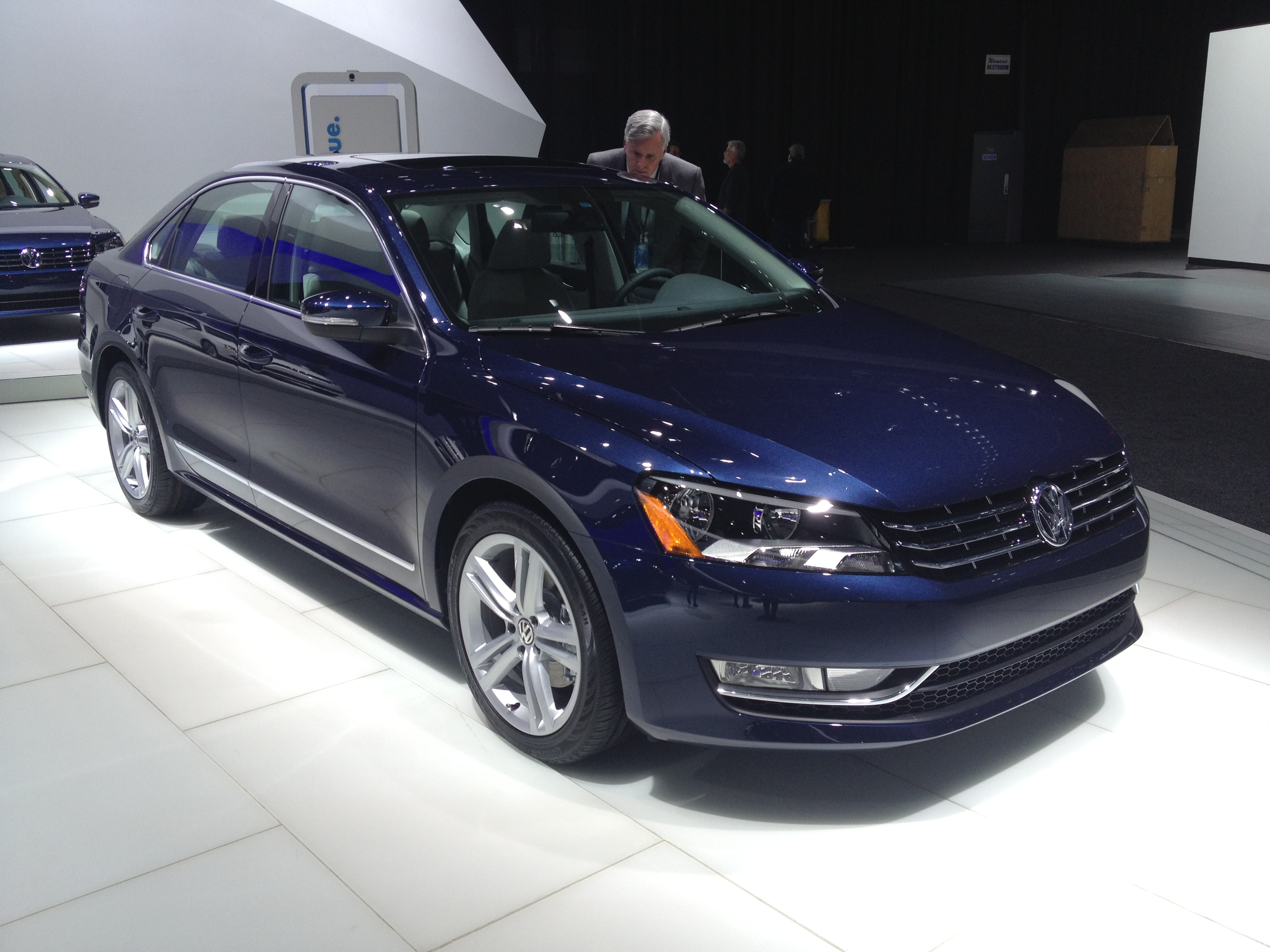
Passat B7 NMS
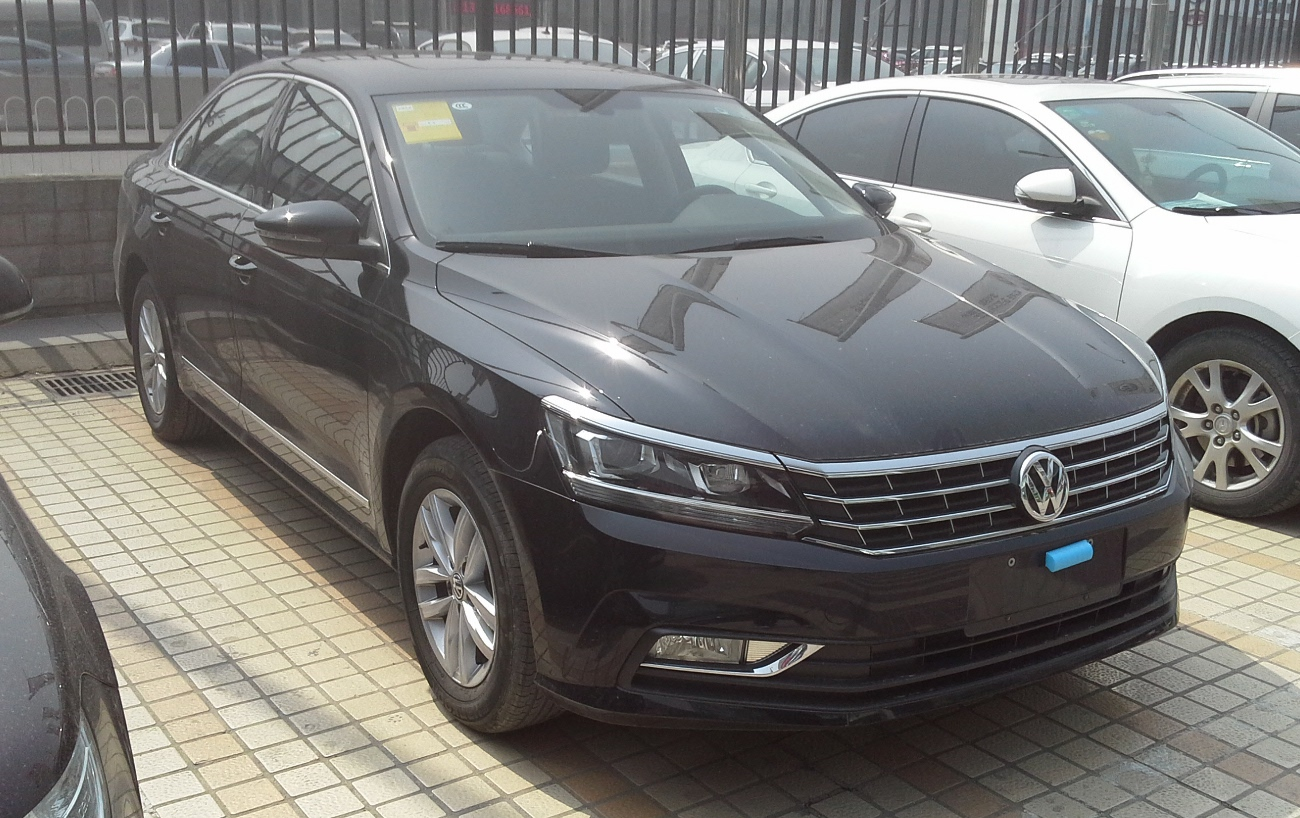
Passat B8 NMS
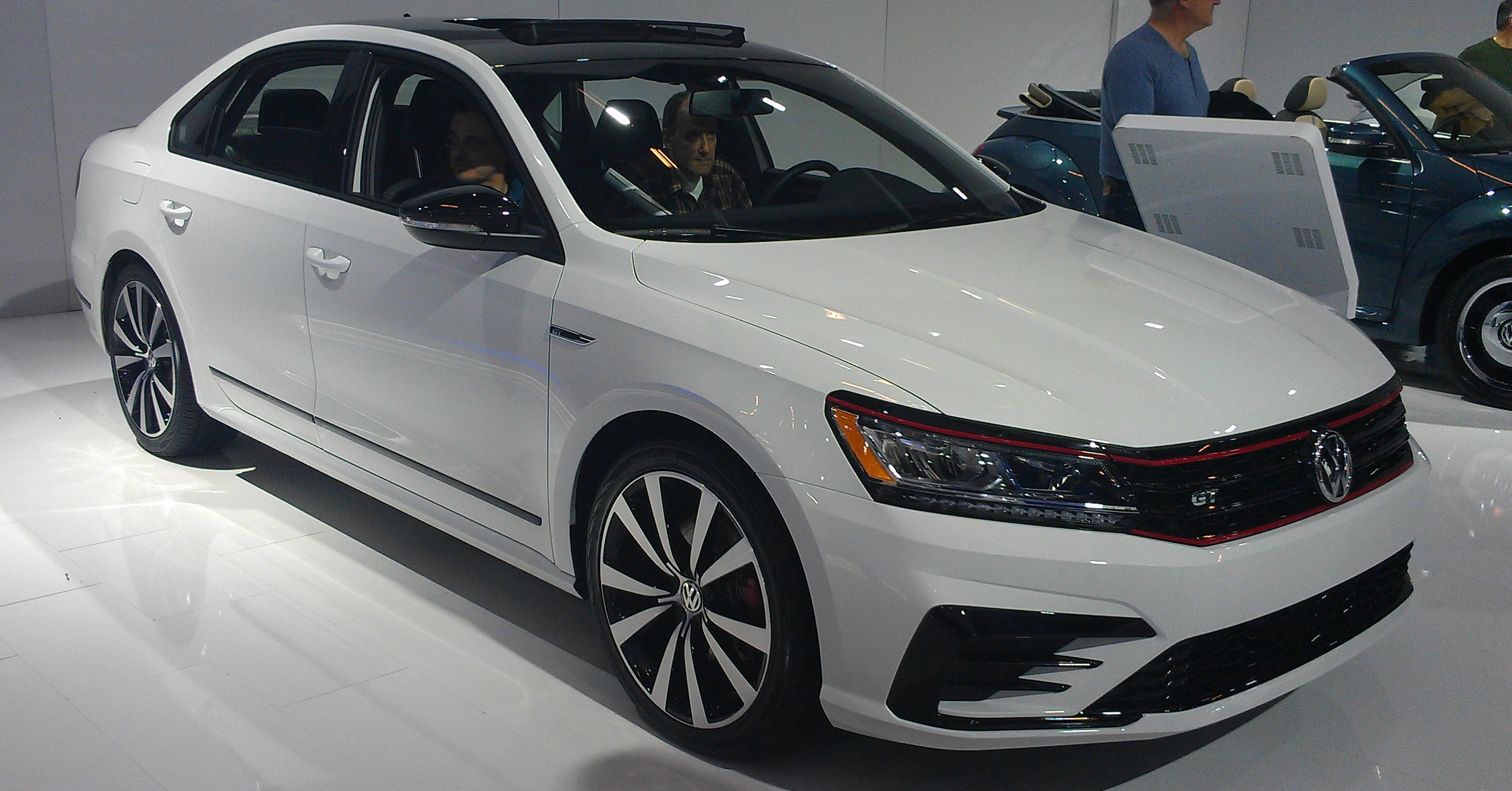
Passat B8 NMS GT

La version chinoise et américaine de la Passat se nomme Passat NMS. Cette version peut disposer d'un VR6 de 280 cv dans sa version GT.